# リビング・トリビューナル
リビング・トリビューナル（Living Tribunal）は、マーベル・コミックの作品世界に登場するコズミック・エンティティ（宇宙的存在）である。『Strange Tales vol. 1, #157（1967年6月）』にて初登場（ただし、そのときはカメオ出演。完全な全体像が登場したのは次の号）。トリビューナルは、スタン・リー、マリー・セベランおよびハーブ・トリンプによって作られた。

## 来歴
リビング・トリビューナルは正史世界（アース616）から、分岐宇宙（What Ifなど）やポケット宇宙（アースXなど）、無限の全多元宇宙、全多次元、全時間軸および、過去、未来、現在、可能性宇宙の調和を守り、維持するための全能の力を、全能の存在のOne-Above-Allによって与えられている。
リビング・トリビューナルは、必要に応じて地球に現れ、他の宇宙的存在の行動を監視したり、宇宙全体に影響をおよぼすかを判断して判決を下したりする。
リビング・トリビューナルのパワーは、複数のインフィニティ・ジェムを合わせたものに匹敵、または超えるとも言われ、限り無い。タイタンのサノスが一度Heart of the Universe（後にそれはOne-Above-Allのパワーを使用するためのものだと明らかになる）と呼ばれるアイテムの使用で宇宙と一体化するときだけ存在が脅かされ、そして、リビング・トリビューナルさえ彼を止めるのにおいて無力であった。トリビューナルは何らかの方法でソーサラー・スープリーム（Sorcerer Supreme、マーベル最高の魔術師）に関連していると思われており、過去にドクター・ストレンジに会っていた。
リビング・トリビューナルには、様々な異世界の要求で判決を分配するMagistratiと呼ばれる知り合いがいることが明らかにされた。

## 外観
リビング・トリビューナルは便宜上、3つの顔を持った人類に似た姿で顕現する。顔の1つだけが完全に見ることができ、2つ目は部分的に、そして残りひとつは布で完全に隠されている。3つの顔はそれぞれ公平、必然、および復讐を表している。
過去に一度、トリビューナルは、調和を保つ要因を持った中間者と共に、それらを様々な競争、進化的発展、および二元的な宇宙の力にたとえたことがある。エターニティとマスター・オーダーはそれぞれ必然を、デスとロード・カオスは復讐を、ギャラクタスとイン＝ビトウィナーは公平に例えられた。
また、リビング・トリビューナルの4つ目の頭は空間である。リビング・トリビューナルは、「4つ目の頭には、「ストレンジャーの顔があったかもしれない」と主張したことがあった。
トリビューナルは、「我々が自分達を裁くように、いつも他人を裁くように思い出させるコズミック・ミラーである」と述べ、完全に覆われた必然の顔をシーハルクに彼女自身の顔の鏡像として啓示した。

## パワーと能力
リビング・トリビューナルは無限のコズミックパワーを持ち、全知全能であり、One-Above-Allに次いでマーベルユニバースを絶対的に統制する権威をもつ。その気になれば、一瞬で全多元宇宙を消滅させるほどのパワーを持つ。かなり強い。